# José dos Santos Ferreira
José Inocêncio dos Santos Ferreira CvIH (Macau, 28 de Julho de 1919 - Hong Kong, 24 de Março de 1993), mais conhecido por Adé, foi um poeta de Macau e grande defensor do patuá macaense, língua crioula da região.

## Biografia
Nasceu em 28 de Julho de 1919 e viveu em Macau durante grande parte da sua vida. O seu pai, Francisco dos Santos Ferreira, era um português oriundo de Portugal e a sua mãe, Florentina Maria dos Passos, era uma macaense.
Além de poeta e defensor do patuá, José dos Santos Ferreira foi um funcionário público, tendo desempenhado nessa qualidade as funções de chefe da secretaria do Liceu Nacional Infante D. Henrique. Depois de aposentado, foi secretário-geral da Sociedade de Turismo e Diversões de Macau (STDM) e professor de português a alunos chineses. Foi também um colaborador assíduo do "China Mail" de Hong Kong, da agência de notícias norte-americana "Associated Press" e ainda de muitos jornais portugueses editados em Macau, como o semanário "O Clarim".
Sendo um grande amante do desporto, foi também fundador e dirigente de várias associações, organismos e clubes desportivos de Macau, como a Associação de Futebol de Macau, o Hóquei Clube de Macau e o Conselho Provincial de Educação Física, a que presidiu. Na sua qualidade de dirigente desportivo, ele organizou e dirigiu vários campeonatos e torneios de diferentes modalidades.
Além do desporto, ele dedicou-se também ao associativismo e à filantropia, sendo presidente do Rotary Club e membro da Mesa Directora da Santa Casa da Misericórdia e da Direcção do Clube de Macau.
Em grande parte da sua vida, Adé dedicou-se à divulgação do patuá macaense, sendo o último poeta popular macaense que deixou uma vasta obra composta de poemas, recitas, peças de teatro, livros, programas radiofónicos e operetas em patuá macaense. Foi também o fundador da Tuna Macaense.
A 3 de Setembro de 1979, ele foi agraciado com o grau de Cavaleiro da Ordem do Infante D. Henrique. O Governador de Macau atribuiu-lhe, em 1984, a Medalha de Mérito Cultural. O Governo de Macau prestou-lhe também homenagem ao mandar erguer uma estátua no Jardim das Artes.
Morreu em Hong Kong, no dia 24 de Março de 1993, com 73 anos de idade, deixando para trás a sua mulher Alba Bárbara Boyol (casados desde 1943) e os seus filhos Rita Boyol dos Santos Ferreira e José Boyol dos Santos Ferreira.

## Obras
- Escandinávia, Região de Encantos Mil (1960)
- Macau sã Assi (em patuá) (1968)
- Qui Nova, Chencho (em patuá) (1974)
- Papiá Cristâm di Macau: Epitome de gramática comparada e vocabulário : dialecto macaense. Macau: [s.n.] (1978)
- Bilhar e Caridade (poesias) (1982)
- Camões, Grándi na Naçám (em patuá) (1982)
- Poéma di Macau (poesias, em patuá) (1983)
- Macau di tempo antigo: Poesia e prosa:  dialecto macaense. Macau: edição do autor (1985).
- Nhum Vêlo (em patuá) (1986)
- Poéma na língu maquista (Poesia em papel-de-arroz). Macau: Livros do Oriente (1992). ISBN 9729418101

A Fundação Macau publicou entre 1994 e 1997 as suas obras completas em seis volumes:
- volume 1: Escandinávia: Região de Encantos Mil;
- volume 2: Papiacam di Macau;
- volume 3: Macau di tempo antigo;
- volume 4: Poéma di Macau;
- volume 5: Macau sã assi;
- volume 6: Desporto Macaense.

No poema "O adeus de Macau", escreve:
```
“Não queremos que vás / Nem tu própria quererás ir... / Mas quem somos nós / Neste mundo de gente poderosa / O que somos nós / Neste mar de ondas agrestes?”
```